# Campeonato Mundial de Fórmula E de 2021–22
O Campeonato Mundial de Fórmula E de 2021–22 foi a oitava temporada do campeonato de automobilismo para veículos elétricos reconhecido pela Federação Internacional de Automobilismo (FIA), como a categoria mais alta entre as competições de monopostos elétricos. Embora a temporada do campeonato seja designada como 2021–2022, todas as corridas foram realizadas em 2022.
Foi a última temporada do chassi da Fórmula E Gen2, que foi substituído pelo Gen3 na temporada de 2022–23.
O piloto da Mercedes-EQ, Stoffel Vandoorne, sagrou-se campeão na última corrida da temporada, realizada em Seul. A Mercedes-EQ conquistou seu segundo Campeonato de Equipes consecutivo, derrotando a Venturi Racing por uma margem de 24 pontos.

## Pilotos e equipes
Todas as equipes utilizaram os chassis Spark SRT05e com pneus Michelin. Os seguintes pilotos e equipes participaram do Campeonato Mundial de Fórmula E de 2021–22:
| Equipe                           | Trem de força/Motor         | Pilotos | Pilotos                | Pilotos | Pilotos  |
| Equipe                           | Trem de força/Motor         | N°      | Nomes dos Pilotos      | Sigla   | Corridas |
| -------------------------------- | --------------------------- | ------- | ---------------------- | ------- | -------- |
| Avalanche Andretti Formula E     | BMW iFE.21                  | 27      | Jake Dennis            | DEN     | Todas    |
| Avalanche Andretti Formula E     | BMW iFE.21                  | 28      | Oliver Askew           | ASK     | Todas    |
| Dragon / Penske Autosport        | Penske EV-5                 | 7       | Sérgio Sette Câmara    | SET     | Todas    |
| Dragon / Penske Autosport        | Penske EV-5                 | 99      | Antonio Giovinazzi     | GIO     | 1–15     |
| Dragon / Penske Autosport        | Penske EV-5                 | 99      | Sacha Fenestraz        | FEN     | 16       |
| DS Techeetah                     | DS E-Tense FE21             | 13      | António Félix da Costa | DAC     | Todas    |
| DS Techeetah                     | DS E-Tense FE21             | 25      | Jean-Éric Vergne       | JEC     | Todas    |
| Envision Racing                  | Audi e-tron FE07            | 4       | Robin Frijns           | FRI     | Todas    |
| Envision Racing                  | Audi e-tron FE07            | 37      | Nick Cassidy           | CAS     | Todas    |
| Jaguar TCS Racing                | Jaguar I-Type 5             | 9       | Mitch Evans            | EVA     | Todas    |
| Jaguar TCS Racing                | Jaguar I-Type 5             | 10      | Sam Bird               | BIR     | 1–14     |
| Jaguar TCS Racing                | Jaguar I-Type 5             | 10      | Norman Nato            | NAT     | 15–16    |
| Mahindra Racing                  | Mahindra M7Electro          | 29      | Alexander Sims         | SIM     | Todas    |
| Mahindra Racing                  | Mahindra M7Electro          | 30      | Oliver Rowland         | ROW     | Todas    |
| Mercedes-EQ Formula E Team       | Mercedes-EQ Silver Arrow 02 | 5       | Stoffel Vandoorne      | VAN     | Todas    |
| Mercedes-EQ Formula E Team       | Mercedes-EQ Silver Arrow 02 | 17      | Nyck de Vries          | DEV     | Todas    |
| NIO 333 FE Team                  | NIO 333 001                 | 3       | Oliver Turvey          | TUR     | Todas    |
| NIO 333 FE Team                  | NIO 333 001                 | 33      | Dan Ticktum            | TIC     | Todas    |
| Nissan e.dams                    | Nissan IM03                 | 22      | Maximilian Günther     | GUE     | Todas    |
| Nissan e.dams                    | Nissan IM03                 | 23      | Sébastien Buemi        | BUE     | Todas    |
| ROKiT Venturi Racing             | Mercedes-EQ Silver Arrow 02 | 11      | Lucas Di Grassi        | DIG     | Todas    |
| ROKiT Venturi Racing             | Mercedes-EQ Silver Arrow 02 | 48      | Edoardo Mortara        | MOR     | Todas    |
| TAG Heuer Porsche Formula E Team | Porsche 99X Electric        | 36      | André Lotterer         | LOT     | Todas    |
| TAG Heuer Porsche Formula E Team | Porsche 99X Electric        | 94      | Pascal Wehrlein        | WEH     | Todas    |

### Mudanças nas equipes
- Em 30 de novembro de 2020, a equipe Audi Sport ABT Schaeffler anunciou que abandonaria a Fórmula E no final da temporada de 2020–21.[44] Entretanto, a Audi confirmou que honraria o compromisso de fornecer seus trens de força para a equipe Envision Virgin Racing na temporada de 2021–22.[17]
- Em 2 de dezembro de 2020, a BMW confirmou que também deixaria a Fórmula E no final da temporada de 2020-21.[45] Como a BMW era apenas parceira da Andretti Autosport, a equipe permaneceu no esporte sob a entidade Avalanche Andretti Formula E, após assinar um acordo de patrocínio com a Avalanche.[5] Entretanto, a Andretti continuou utilizando os trens de força da BMW na temporada de 2021-22, após a saída oficial da montadora.[4]
- Em 1 de novembro de 2021, a Envision Virgin Racing anunciou que a equipe seria renomeada para Envision Racing a partir da temporada de 2021–22, após o Envision Group assumir a propriedade total da equipe.[18]
- Em 2 de novembro de 2021, a Jaguar Racing anunciou que a equipe seria renomeada para Jaguar TCS Racing a parir da temporada de 2021–22, após o novo patrocinador, a Tata Consultancy Services, se juntar a equipe.[46]

## Calendário
As seguintes corridas foram realizadas como parte do Campeonato Mundial de Fórmula E de 2021–22.
Nota: Todas as corridas aconteceram em 2022.
| ePrix | ePrix                     | País           | Circuito                                    | Data            |
| ----- | ------------------------- | -------------- | ------------------------------------------- | --------------- |
| 1     | ePrix de Daria            | Arábia Saudita | Circuito Urbano de Riade                    | 28 de janeiro   |
| 2     | ePrix de Daria            | Arábia Saudita | Circuito Urbano de Riade                    | 29 de janeiro   |
| 3     | ePrix da Cidade do México | México         | Autódromo Hermanos Rodríguez                | 12 de fevereiro |
| 4     | ePrix de Roma             | Itália         | Circuito Urbano do EUR                      | 9 de abril      |
| 5     | ePrix de Roma             | Itália         | Circuito Urbano do EUR                      | 10 de abril     |
| 6     | ePrix de Mônaco           | Mônaco         | Circuito de Mônaco                          | 30 de abril     |
| 7     | ePrix de Berlim           | Alemanha       | Circuito Urbano do Aeroporto de Tempelhof   | 14 de maio      |
| 8     | ePrix de Berlim           | Alemanha       | Circuito Urbano do Aeroporto de Tempelhof   | 15 de maio      |
| 9     | ePrix de Jacarta          | Indonésia      | Circuito Internacional do e-Prix de Jacarta | 4 de junho      |
| 10    | ePrix de Marraquexe       | Marrocos       | Circuito Internacional Moulay El Hassan     | 2 de julho      |
| 11    | ePrix de Nova Iorque      | Estados Unidos | Circuito Urbano do Brooklyn                 | 16 de julho     |
| 12    | ePrix de Nova Iorque      | Estados Unidos | Circuito Urbano do Brooklyn                 | 17 de julho     |
| 13    | ePrix de Londres          | Reino Unido    | ExCeL London                                | 30 de julho     |
| 14    | ePrix de Londres          | Reino Unido    | ExCeL London                                | 31 de julho     |
| 15    | ePrix de Seul             | Coreia do Sul  | Circuito Urbano de Seul                     | 13 de agosto    |
| 16    | ePrix de Seul             | Coreia do Sul  | Circuito Urbano de Seul                     | 14 de agosto    |

### Mudanças no calendário
- O ePrix de Mônaco continuou no calendário, apesar de anteriormente ser disputado de 2 em 2 anos.[51]
- O ePrix de Santiago saiu do calendário.
- O ePrix de Valência após se estrear na categoria, saiu do calendário.
- O ePrix de Berlim voltou a ser um evento de duas corridas.
- O ePrix de Seul foi agendado pela primeira vez para a temporada 2019–20, mas foi cancelado duas vezes por causa da pandemia de COVID-19. O ePrix da Cidade do México voltou para 2022, mais uma vez no Autódromo Hermanos Rodríguez, após a corrida se mudar para o Autódromo Internacional Miguel E. Abed em Puebla em 2021. Um novo evento, o ePrix de Vancouver, estava programado para ser realizado no local anteriormente utilizado pela Champ Car e IndyCar, o Molson Indy Vancouver, empregando um layout diferente dos usados antigamente.[52]
- Em 15 de outubro de 2021, o calendário foi atualizado, com o planejado ePrix da Cidade do Cabo cancelado por razões desconhecidas em favor do ePrix de Jacarta.[52]
- Em 15 de dezembro de 2021, o calendário foi atualizado novamente, no qual o ePrix de Roma e o ePrix de Berlim foram novamente transformados em eventos de rodada dupla, como na temporada anterior.[48]
- Em 23 de abril de 2022, o ePrix de Vancouver foi cancelado pelos organizadores da corrida.[53] Em 11 de maio de 2022, o ePrix de Marraquexe foi anunciado em seu lugar para a mesma data de 2 de julho.[54][55]

## Resultados e classificação

### Por ePrix
| Nº | ePrix                     | Qualificação           | Qualificação | Corrida           | Corrida  | Corrida                | Corrida                      | Descrição |
| Nº | ePrix                     | Pole Position          | Tempo        | Volta mais rápida | Tempo    | Vencedor               | Equipe                       | Descrição |
| -- | ------------------------- | ---------------------- | ------------ | ----------------- | -------- | ---------------------- | ---------------------------- | --------- |
| 1  | ePrix de Daria            | Stoffel Vandoorne      | 1:08.626     | Nick Cassidy      | 1:09.207 | Nyck de Vries          | Mercedes-EQ                  | Descrição |
| 2  | ePrix de Daria            | Nyck de Vries          | 1:07.154     | Sam Bird          | 1:08.917 | Edoardo Mortara        | ROKiT Venturi Racing         | Descrição |
| 3  | ePrix da Cidade do México | Pascal Wehrlein        | 1:07.100     | Lucas di Grassi   | 1:09.487 | Pascal Wehrlein        | TAG Heuer Porsche            | Descrição |
| 4  | ePrix de Roma             | Stoffel Vandoorne      | 1:39.151     | Lucas di Grassi   | 1:41.653 | Mitch Evans            | Jaguar TCS Racing            | Descrição |
| 5  | ePrix de Roma             | Jean-Éric Vergne       | 1:38.268     | Robin Frijns      | 1:41.256 | Mitch Evans            | Jaguar TCS Racing            | Descrição |
| 6  | EPrix de Mônaco           | Mitch Evans            | 1:29.839     | Robin Frijns      | 1:32.707 | Stoffel Vandoorne      | Mercedes-EQ                  | Descrição |
| 7  | ePrix de Berlim           | Edoardo Mortara        | 1:06.093     | Lucas di Grassi   | 1:07.880 | Edoardo Mortara        | ROKiT Venturi Racing         | Descrição |
| 8  | ePrix de Berlim           | Edoardo Mortara        | 1:05.972     | Nick Cassidy      | 1:07.849 | Nyck de Vries          | Mercedes-EQ                  | Descrição |
| 9  | ePrix de Jacarta          | Jean-Éric Vergne       | 1:08.523     | Mitch Evans       | 1:09.786 | Mitch Evans            | Jaguar TCS Racing            | Descrição |
| 10 | ePrix de Marraquexe       | António Félix da Costa | 1:17.070     | Lucas di Grassi   | 1:20.909 | Edoardo Mortara        | ROKiT Venturi Racing         | Descrição |
| 11 | ePrix de Nova Iorque      | Nick Cassidy           | 1:08.980     | Edoardo Mortara   | 1:10.843 | Nick Cassidy           | Envision Racing              | Descrição |
| 12 | ePrix de Nova Iorque      | Nick Cassidy           | 1:08.584     | Edoardo Mortara   | 1:10.378 | António Félix da Costa | DS Techeetah                 | Descrição |
| 13 | ePrix de Londres          | Jake Dennis            | 1:13.161     | Jake Dennis       | 1:14.429 | Jake Dennis            | Avalanche Andretti Formula E | Descrição |
| 14 | ePrix de Londres          | Jake Dennis            | 1:12.535     | Nick Cassidy      | 1:14.446 | Lucas di Grassi        | ROKiT Venturi Racing         | Descrição |
| 15 | ePrix de Seul             | Oliver Rowland         | 1:35.406     | Jake Dennis       | 1:25.497 | Mitch Evans            | Jaguar TCS Racing            | Descrição |
| 16 | ePrix de Seul             | António Félix da Costa | 1:21.078     | Nick Cassidy      | 1:22.401 | Edoardo Mortara        | ROKiT Venturi Racing         | Descrição |

### Sistema de pontuação
- Os pontos eram concedidos para os dez primeiros colocados em cada corrida.
- Para o piloto que marcava a pole position.
- Para o piloto, entre os dez primeiros, que marcava a volta mais rápida.

| Posição | 1º | 2º | 3º | 4º | 5º | 6º | 7º | 8º | 9º | 10º | Pole Position | Fastest Lap |
| Pontos  | 25 | 18 | 15 | 12 | 10 | 8  | 6  | 4  | 2  | 1   | 3             | 1           |

### Campeonato de Pilotos
| Pos.   | N.º | Piloto                 | DAR  | DAR | MEX  | ROM  | ROM  | MON  | BER | BER | JAC  | MAR | NIO  | NIO  | LON | LON  | SEU  | SEU | Ptos. |
| ------ | --- | ---------------------- | ---- | --- | ---- | ---- | ---- | ---- | --- | --- | ---- | --- | ---- | ---- | --- | ---- | ---- | --- | ----- |
| 1      | 5   | Stoffel Vandoorne      | 2*   | 7*  | 11*  | 3*   | 5*   | 1*   | 3*  | 3*  | 5*   | 8*  | 4*   | 2*   | 2*  | 4*   | 5*   | 2*  | 213   |
| 2      | 9   | Mitch Evans            | 10*  | 21  | 19   | 1    | 1    | 2    | 5*  | 10  | 1*   | 3   | 11   | 3    | 5*  | Ret* | 1*   | 7*  | 180   |
| 3      | 48  | Edoardo Mortara        | 6    | 1   | 5    | 7    | Ret  | Ret  | 1   | '2  | 3    | 1*  | 9*   | 10*  | 18* | 13*  | Ret* | 1*  | 169   |
| 4      | 25  | Jean-Éric Vergne       | 8    | 6*  | 3    | 4*   | 2*   | 3*   | 2*  | 9*  | 2*   | 4*  | 18*  | Ret* | 14* | Ret* | 6    | 6   | 144   |
| 5      | 11  | Lucas di Grassi        | 5    | 3   | 12*  | 11   | 8    | 6    | Ret | 4   | 7    | 5*  | 2*   | Ret  | 9*  | 1*   | 3*   | 11* | 126   |
| 6      | 27  | Jake Dennis            | 3    | 5   | 10   | 13   | Ret  | 9    | 13  | 13  | 6    | 7   | 10   | 8    | 1   | 2    | 4    | 3   | 126   |
| 7      | 4   | Robin Frijns           | 16   | 2   | 7    | 2    | 3    | 4    | 12  | 5   | 17   | 18  | 3    | 6    | 16  | 7    | 8    | 4   | 126   |
| 8      | 13  | António Félix da Costa | Ret* | 12* | 4*   | 6*   | 13*  | 5*   | 8*  | 6*  | 4*   | 2*  | Ret* | 1*   | 7*  | 5*   | 9*   | 10* | 122   |
| 9      | 17  | Nyck de Vries          | 1*   | 10* | 6*   | Ret* | 14*  | 10*  | 10* | 1*  | Ret* | 6   | 8    | 7*   | 6   | 3    | Ret  | Ret | 106   |
| 10     | 94  | Pascal Wehrlein        | 11   | 9   | 1    | 8    | 6    | Ret* | 6   | 12  | 8    | 12  | 6    | 11   | 10  | 10   | 7    | Ret | 71    |
| 11     | 37  | Nick Cassidy           | 7    | 16  | 13   | 9    | Ret  | 7    | Ret | 21  | 16   | 13  | 1    | 15   | 3   | Ret  | 10   | 8   | 68    |
| 12     | 36  | André Lotterer         | 13   | 4   | 2    | 10   | 4    | Ret  | 4   | 8*  | 9    | 15  | 16   | 9    | 12  | 12   | Ret  | Ret | 63    |
| 13     | 10  | Sam Bird               | 4    | 15  | 15   | 5    | Ret  | Ret  | 7   | 11  | 10   | 9   | 7    | 5    | Ret | 8    | NP   | NP  | 51    |
| 14     | 30  | Oliver Rowland         | Ret  | 8   | 16   | Ret  | Ret* | Ret  | 11  | 7   | Ret  | 10  | 13   | 14   | Ret | Ret  | 2    | Ret | 32    |
| 15     | 23  | Sébastien Buemi        | 17   | 13  | 8    | 16   | 9    | 8    | 14  | 14  | 11   | 16  | 5    | 13   | 11  | 6    | Ret  | 9   | 30    |
| 16     | 28  | Oliver Askew           | 9    | 11  | 17   | 14   | 15   | 15   | 15  | 15  | 13   | 11  | 19   | Ret  | 4   | Ret  | Ret  | 5   | 24    |
| 17     | 29  | Alexander Sims         | 14   | Ret | Ret  | 12   | Ret  | 11   | 9   | 18  | 15   | 14  | 14   | 4    | 13  | 11   | Ret  | 12  | 14    |
| 18     | 3   | Oliver Turvey          | 19   | 18  | 14   | 17   | 7    | 14   | 16  | 17  | 12   | 17  | 15   | 16   | 15  | 14   | Ret  | 15  | 6     |
| 19     | 22  | Maximilian Günther     | 12   | 14  | 9    | Ret  | 11   | 17   | 18  | 16  | 14   | Ret | 12   | DSQ  | 8   | 15   | 11   | Ret | 6     |
| 20     | 7   | Sérgio Sette Câmara    | 15   | 17  | 20   | 15   | 12   | 13   | 17  | 19  | 19   | 20  | NL   | 17   | NC  | 9    | 12   | 13  | 2     |
| 21     | 33  | Dan Ticktum            | 18   | 19  | 18   | 18   | 10   | 18   | 18  | 18  | 18   | Ret | 18   | 18   | 18  | Ret  | Ret  | Ret | 1     |
| 22     | 10  | Norman Nato            | NP   | NP  | NP   | NP   | NP   | NP   | NP  | NP  | NP   | NP  | NP   | NP   | NP  | NP   | 13   | 14  | 0     |
| 23     | 99  | Antonio Giovinazzi     | 20*  | 20* | Ret* | 19*  | Ret  | 16*  | 20  | 22  | Ret  | 19  | Ret  | Ret  | Ret | Ret  | Ret  | WD  | 0     |
| 24     | 99  | Sacha Fenestraz        | NP   | NP  | NP   | NP   | NP   | NP   | NP  | NP  | NP   | NP  | NP   | NP   | NP  | NP   | NP   | 16  | 0     |
| Pos.   | N.º | Piloto                 | DAR  | DAR | MEX  | ROM  | ROM  | MON  | BER | BER | JAC  | MAR | NIO  | NIO  | LON | LON  | SEU  | SEU | Ptos. |
| Fonte: |     |                        |      |     |      |      |      |      |     |     |      |     |      |      |     |      |      |     |       |

| Cor      | Resultado                      |
| -------- | ------------------------------ |
| Ouro     | Vencedor                       |
| Prata    | 2º lugar                       |
| Bronze   | 3º lugar                       |
| Verde    | Terminou, nos pontos           |
| Azul     | Terminou, sem pontos           |
| Azul     | Terminou, sem classificar (NC) |
| Púrpura  | Retirou-se (Ret)               |
| Vermelho | Não qualificado (NQ)           |
| Vermelho | Não pré-qualificado (NPQ)      |
| Preto    | Desqualificado (DSQ)           |
| Branco   | Não largou (NL)                |
| Branco   | Desistência (WD)               |
| Branco   | Corrida cancelada (C)          |
| Sem cor  | Não participou (NP)            |
| Sem cor  | Excluído (EX)                  |

### Campeonato de Equipes
| Pos. | Equipe                           | N.º | DAR | DAR | MEX | ROM | ROM | MON | BER | BER | JAC | MAR | NIO | NIO | LON | LON | SEU | SEU | Pts |
| ---- | -------------------------------- | --- | --- | --- | --- | --- | --- | --- | --- | --- | --- | --- | --- | --- | --- | --- | --- | --- | --- |
| 1    | Mercedes-EQ Formula E Team       | 5   | 2   | 7   | 11  | 3   | 5   | 1   | 3   | 3   | 5   | 8   | 4   | 2   | 2   | 4   | 5   | 2   | 319 |
| 1    | Mercedes-EQ Formula E Team       | 17  | 1   | 10  | 6   | Ret | 14  | 10  | 10  | 1   | Ret | 6   | 8   | 7   | 6   | 3   | Ret | Ret | 319 |
| 2    | ROKiT Venturi Racing             | 11  | 5   | 3   | 12  | 11  | 8   | 6   | Ret | 4   | 7   | 5   | 2   | Ret | 9   | 1   | 3   | 11  | 295 |
| 2    | ROKiT Venturi Racing             | 48  | 6   | 1   | 5   | 7   | Ret | Ret | 1   | 2   | 3   | 1   | 9   | 10  | 18  | 13  | Ret | 1   | 295 |
| 3    | DS Techeetah                     | 13  | Ret | 12  | 4   | 6   | 13  | 5   | 8   | 6   | 4   | 2   | Ret | 1   | 7   | 5   | 9   | 10  | 266 |
| 3    | DS Techeetah                     | 25  | 8   | 6   | 3   | 4   | 2   | 3   | 2   | 9   | 2   | 4   | 18  | Ret | 14  | Ret | 6   | 6   | 266 |
| 4    | Jaguar TCS Racing                | 9   | 10  | 21  | 19  | 1   | 1   | 2   | 5   | 10  | 1   | 3   | 11  | 3   | 5   | Ret | 1   | 7   | 231 |
| 4    | Jaguar TCS Racing                | 10  | 4   | 15  | 15  | 5   | Ret | Ret | 7   | 11  | 10  | 9   | 7   | 5   | Ret | 8   | 13  | 14  | 231 |
| 5    | Envision Racing                  | 4   | 16  | 2   | 7   | 2   | 3   | 4   | 12  | 5   | 17  | 18  | 3   | 6   | 16  | 7   | 8   | 4   | 194 |
| 5    | Envision Racing                  | 37  | 7   | 16  | 13  | 9   | Ret | 7   | Ret | 21  | 16  | 13  | 1   | 15  | 3   | Ret | 10  | 8   | 194 |
| 6    | Avalanche Andretti Formula E     | 27  | 3   | 5   | 10  | 13  | Ret | 9   | 13  | 13  | 6   | 7   | 10  | 8   | 1   | 2   | 4   | 3   | 150 |
| 6    | Avalanche Andretti Formula E     | 28  | 9   | 11  | 17  | 14  | 15  | 15  | 15  | 15  | 13  | 11  | 19  | Ret | 4   | Ret | Ret | 5   | 150 |
| 7    | TAG Heuer Porsche Formula E Team | 36  | 13  | 4   | 2   | 10  | 4   | Ret | 4   | 8   | 9   | 15  | 16  | 9   | 12  | 12  | Ret | Ret | 134 |
| 7    | TAG Heuer Porsche Formula E Team | 94  | 11  | 9   | 1   | 8   | 6   | Ret | 6   | 12  | 8   | 12  | 6   | 11  | 10  | 10  | 7   | Ret | 134 |
| 8    | Mahindra Racing                  | 29  | 14  | Ret | Ret | 12  | Ret | 11  | 9   | 18  | 15  | 14  | 14  | 4   | 13  | 11  | Ret | 12  | 46  |
| 8    | Mahindra Racing                  | 30  | Ret | 8   | 16  | Ret | Ret | Ret | 11  | 7   | Ret | 10  | 13  | 14  | Ret | Ret | 2   | Ret | 46  |
| 9    | Nissan e.dams                    | 22  | 12  | 14  | 9   | Ret | 11  | 17  | 18  | 16  | 14  | Ret | 12  | DSQ | 8   | 15  | 11  | Ret | 36  |
| 9    | Nissan e.dams                    | 23  | 17  | 13  | 8   | 16  | 9   | 8   | 14  | 14  | 11  | 16  | 5   | 13  | 11  | 6   | Ret | 9   | 36  |
| 10   | NIO 333 FE Team                  | 3   | 19  | 18  | 14  | 17  | 7   | 14  | 16  | 17  | 12  | 17  | 15  | 16  | 15  | 14  | Ret | 15  | 7   |
| 10   | NIO 333 FE Team                  | 33  | 18  | 19  | 18  | 18  | 10  | 12  | 19  | 20  | 18  | Ret | 17  | 12  | 17  | Ret | Ret | Ret | 7   |
| 11   | Dragon / Penske Autosport        | 7   | 15  | 17  | 20  | 15  | 12  | 13  | 17  | 19  | 19  | 20  | NL  | 17  | NC  | 9   | 12  | 13  | 2   |
| 11   | Dragon / Penske Autosport        | 99  | 20  | 20  | Ret | 19  | Ret | 16  | 20  | 22  | Ret | 19  | Ret | Ret | Ret | Ret | Ret | 16  | 2   |
| Pos. | Equipe                           | N.º | DAR | DAR | MEX | ROM | ROM | MON | BER | BER | JAC | MAR | NIO | NIO | LON | LON | SEU | SEU | Pts |